# محوله ابوحدیج
محوله ابوحدیج یک روستا در ایران است که در بخش مرکزی شهرستان خرمشهر در استان خوزستان واقع شده‌است.

## جمعیت
این روستا در دهستان حومه غربی قرار دارد و براساس سرشماری مرکز آمار ایران در سال ۱۳۸۵، جمعیت آن ۱۴۴ نفر (۳۱ خانوار) بوده‌است.